# Jonathan Bowen
Pour les articles homonymes, voir Bowen.
Jonathan P. Bowen FBCS FRSA (né en 1956) est un informaticien britannique et est professeur du calcul à London South Bank University où il dirige le Centre for Applied Formal Methods de l’Institute for Computing Research.
Bowen a fait ses études à la Dragon School d'Oxford, à la Bryanston School et au University College, Oxford University. Il tient un degré de MA en l'ingénierie de l'université d'Oxford. Ses intérêts incluent des méthodes formelles (génie logiciel), des systèmes sûreté-critiques, la notation Z, « provably correct systems », décompilation, compilation de matériel, codesign de hardware/software, histoire du calcul et les musées en ligne.
Dans ce dernier domaine il a été responsable, en 1994, Bowen a fondé les Virtual Library museums pages (VLmp), un annuaire en ligne de musées soutenu par le Conseil international des musées (ICOM). Par même année il a également commencé le musée virtuel du calcul, un des musées virtuels les plus tôt. En 2002, il a fondé Museophile Limited pour aider des musées, spécialement en ligne.
Depuis les années 1970, Bowen a été impliqué du champ du calcul et de la technologie électronique dans l'industrie (Oxford Instruments, Marconi Instruments, Logica et Silicon Graphics) et le milieu universitaire. Entre 1979 et 1984, il a travaillé à l'Imperial College de Londres comme assistant chercheur, récemment dans le laboratoire interdépartemental de microprocesseur de Wolfson. Il était alors un chercheur aîné au Oxford University Computing Laboratory Programming Research Group où il a travaillé sous les conseils de C.A.R. Hoare, Royal Society. De 1995 à 2000, Bowen étaient un conférencier au département de l'informatique, l'université de Reading, où il a mené les méthodes et le Formal Methods and Software Engineering Group.
Bowen a été chairman du Z User Group pendant de nombreuses d'années. En 2001, Bowen a été lauréat des Freedom of the Worshipful Company of Information Technologists, le 100e Livery Company dans la ville de Londres. En 2002, Bowen a été élu président du British Computer Society spécialiste groupe FACS d'ordinateur sur les aspects formels de la Science de calcul et membre de la Royal Society of Arts. En 2004, il est devenu un Fellow de la British Computer Society.

## Livres choisis
- Bowen, J.P., éditeur, Towards Verified Systems. Elsevier Science, Real-Time Safety Critical Systems series, volume 2, 1994.  (ISBN 0-444-89901-4).
- Hinchey, M.G. et Bowen, J.P., éditeurs, Applications of Formal Methods. Prentice Hall International Series in Computer Science, 1995.  (ISBN 0-13-366949-1)[12].
- Bowen, J.P., Formal Specification and Documentation using Z: A Case Study Approach. International Thomson Computer Press, International Thomson Publishing, 1996.  (ISBN 1-85032-230-9)[13].
- Bowen, J.P. et Hinchey, M.G., éditeurs, High-Integrity System Specification and Design. Springer-Verlag, London, FACIT series, 1999.  (ISBN 3-540-76226-4).
- Hinchey, M.G. et Bowen, J.P., éditeurs, Industrial-Strength Formal Methods in Practice. Springer-Verlag, London, FACIT series, 1999.  (ISBN 1-85233-640-4).
- Hierons, R., Bowen, J.P., et Harman, M., éditeurs, Formal Methods and Testing. Springer-Verlag, LNCS, Volume 4949, 2008.  (ISBN 978-3-540-78916-1).
- Börger, E., Butler, M., Bowen, J.P., et Boca, P., éditeurs, Abstract State Machines, B and Z. Springer-Verlag, LNCS, Volume 5238, 2008.  (ISBN 978-3-540-87602-1).
- Boca, P.P., Bowen, J.P., et Siddiqi, J.I., éditeurs, Formal Methods: State of the Art and New Directions. Springer, 2010.  (ISBN 978-1-84882-735-6), e- (ISBN 978-1-84882-736-3), DOI 10.1007/978-1-84882-736-3.
- Bowen, J.P., Keene, S., et Ng, K., éditeurs, Electronic Visualisation in Arts and Culture. Springer Series on Cultural Computing, Springer, 2013.  (ISBN 978-1-4471-5406-8).
- Copeland, J., Bowen, J.P., Sprevak, M., Wilson, R., et al., The Turing Guide. Oxford University Press, 2017.  (ISBN 978-0198747826) (hardcover),  (ISBN 978-0198747833) (paperback)[14].
- Hinchey, M.G., Bowen, J.P., Olderog, E.-R., éditeurs, Provably Correct Systems. Springer International Publishing, NASA Monographs in Systems and Software Engineering series, 2017.  (ISBN 978-3-319-48627-7), DOI 10.1007/978-3-319-48628-4.
- Giannini, T. et Bowen, J.P., éditeurs, Museums and Digital Culture: New Perspectives and Research. Springer Series on Cultural Computing, Springer, 2019.  (ISBN 978-3-319-97456-9), e- (ISBN 978-3-319-97457-6), DOI 10.1007/978-3-319-97457-6[15].
- Giannini, T. et Bowen, J.P., éditeurs, The Arts and Computational Culture: Real and Virtual Worlds. Springer Series on Cultural Computing, Springer, 2024.  (ISBN 978-3-031-53864-3), e- (ISBN 978-3-031-53865-0), DOI 10.1007/978-3-031-53865-0[16].